# Paul Octave Hébert
Paul Octave Hébert, född 18 december 1818 i Iberville Parish, Louisiana, död 29 augusti 1880 i New Orleans, var en amerikansk demokratisk politiker och militär. Han var Louisianas guvernör 1853–1856 och brigadgeneral i Amerikas konfedererade staters armé i amerikanska inbördeskriget.
Hébert utexaminerades 1840 från United States Military Academy och tjänstgjorde som officer i mexikansk-amerikanska kriget. Héberts första hustru Marie Coralie avled 1847 och han gifte om sig med Penelope Lynch Andrews. Efter valsegern i guvernörsvalet 1852 låg Hébert sjuk i tyfoidfeber och fick 1853 avlägga sin ämbetsed hemma hos sig i Bayou Goula i Iberville Parish. År 1856 efterträddes han av Robert C. Wickliffe.
Hébert tjänstgjorde som artilleriofficer i inbördeskriget och befordrades 17 augusti 1861 till brigadgeneral. Mellan 1861 och 1862 var han stationerad i Galveston. Hébert deltog i slaget vid Milliken's Bend i juni 1863.
Hébert avled 1880 i New Orleans och gravsattes på St. Paul's Cemetery i Bayou Goula. Gravplatsen flyttades senare till St. Raphael's Cemetery nära Plaquemine i Iberville Parish.